# روبرت البان
روبرت البان (بالفرنسية: Robert Alban)‏ ولد بتاريخ 9 أبريل 1952 في سان-أندريه-دويريا، أين، فرنسا، هو دراج فرنسي سابق في صنف سباق الدراجات على الطريق.

## سجل النتائج

### سباقات أو مراحل فاز بها
- طواف فرنسا

## وصلات خارجية
- الموقع الرسمي

## روابط خارجية
- روبرت البان على موقع أرشيف الدراجات (الإنجليزية)
- روبرت البان على موقع إحصائيات الدراجات الإحترافية (الإنجليزية)
- روبرت البان على موقع CycleBase (الإنجليزية)